# Cordeauxia edulis
Cordeauxia edulis är en ärtväxtart som beskrevs av William Botting Hemsley. Cordeauxia edulis ingår i släktet Cordeauxia, och familjen ärtväxter. Inga underarter finns listade i Catalogue of Life.